# Ophrestia hedysaroides
Ophrestia hedysaroides är en ärtväxtart som först beskrevs av Carl Ludwig von Willdenow, och fick sitt nu gällande namn av Bernard Verdcourt. Ophrestia hedysaroides ingår i släktet Ophrestia och familjen ärtväxter. Inga underarter finns listade i Catalogue of Life.